# Lepeophtheirus plectropomi
Lepeophtheirus plectropomi is een eenoogkreeftjessoort uit de familie van de Caligidae. De wetenschappelijke naam van de soort is voor het eerst geldig gepubliceerd in 1956 door Nuñes-Ruivo.